# Tullgrenius compactus
Espèce
Tullgrenius compactus est une espèce de pseudoscorpions de la famille des Atemnidae.

## Distribution
Cette espècese rencontre au Cambodge et en Thaïlande.

## Publication originale
- Beier, 1951 : Die Pseudoscorpione Indochinas. Mémoires du Muséum National d'Histoire Naturelle, Paris, nouvelle série, vol. 1, p. 47-123.